# Чукавино
Чука́вино — деревня в Старицком районе Тверской области. Относится к Ново-Ямскому сельскому поселению.

## География
Расположена в 7 километрах к северо-востоку от районного центра Старица, на правом берегу Волги, от шоссе «Тверь — Ржев» (5 км) к деревне ведёт асфальтированная дорога. В 1 км к западу находится деревня Коноплино.

## История
Первое упоминание о Чукавино относится ко второй половине XVII века. С XIX века владельческое село Старицкого уезда Тверской губернии. Принадлежало богатой казанской помещице княжне Надежде Сергеевне Болховской, после её сыну писателю Ивану Ермолаевичу Великопольскому и его дочери Надежде Чаплиной. 
В период 50-60 гг XX в. в Чукавино существовал детский дом. Дети учились в семилетней школе деревни Шалимово, находившейся в 3-х км от Чукавино. Электроосвещение обеспечивалось дизель-генератором. Рядом с Чукавино находилась деревня Подвязье.
В 1970-80-е годы в жители деревни трудились в колхозе им. Жданова. В 1996 году — 15 хозяйств, 28 жителей.

## Население
| 1859 | 1996 | 2002 | 2008 | 2010 |
| ---- | ---- | ---- | ---- | ---- |
| 110  | ↘28  | ↘15  | ↗23  | ↗31  |

## Русская православная церковь
- Владимирская церковь (1746 год). Церковь выстроена из местного старицкого белого известняка и украшена барельефами. В советский период алтарь церкви был разрушен, здание использовалось для хозяйственных нужд.